# Brinicle
Une brinicle, surnommée le doigt glacé de la mort, est une stalactite de glace qui se forme dans l'eau de mer lorsqu'un flux d'eau salée (saumure) extrêmement froid se déverse des banquises.

## Étymologie
Une brinicle est un mot anglais composé de la contraction de brine (en français : « saumure ») et icicle (en français : « stalactite de glace »).

## Historique
Connu depuis les années 1960, le modèle de leur formation généralement accepté a été proposé par l'océanographe américain Seelye Martinen en 1974. La formation d'une stalactite de glace a été filmée pour la première fois en 2011.

## Structure
Au moment de sa création, une stalactite de glace ressemble à un tube de glace descendant vers le fond de la mer. À l'intérieur du tube coule de l'eau très froide et très salée produite par la croissance de la glace se trouvant au-dessus et qui s'évacue de poches de saumure. La stalactite de glace naissante est très fragile, ses parois sont fines et c'est le flux constant de saumure froide qui permet sa croissance. Avec le temps, l'accumulation et l'épaississement de la glace stabilisent la stalactite.
Dans des conditions favorables, une stalactite de glace peut atteindre le fond de la mer. Le flux de saumure froide provenant de la banquise doit être constant, l'eau environnante doit être significativement moins salée que la saumure, la profondeur du sol marin doit être limitée et les courants marins faibles. Si l'eau de mer est trop salée, son point de solidification serait trop bas pour créer un amas suffisant de glace autour du jet de saumure. Si l'eau est trop profonde, la stalactite de glace peut se briser sous son propre poids avant d'atteindre le fond. Si l'amas de glace bouge à cause du courant trop fort, la stalactite se brise.
Sur une topographie océanique favorable, un lac de saumure peut se former, mais probablement de manière provisoire puisque la source se tarit finalement, contrairement à ceux créés par suintement froid.
En atteignant le fond, le flux qui a créé la stalactite de glace continue de couler et produit de la glace avec l'eau alentour. La saumure se fraie un chemin dans la direction de la pente jusqu'à ce qu'il atteigne le point le plus bas. Toutes les créatures marines, lentes, qui vivent sur le fond comme les étoiles de mer ou les oursins peuvent être prises dans cette toile de glace, en être prisonnières et périr gelées.

## Formation

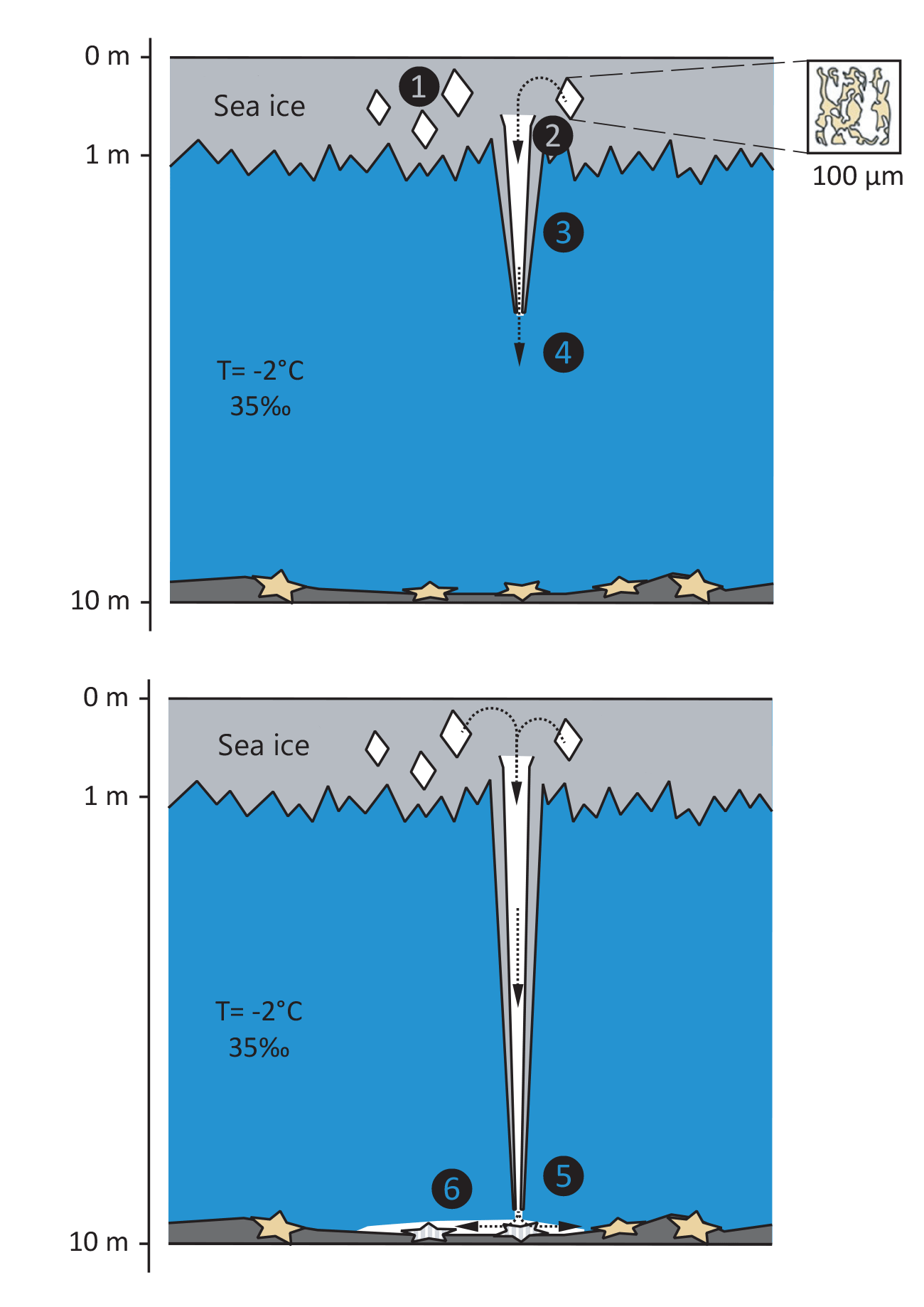
Formation d'une brinicle.

Selon l'explication proposée par l'océanographe américain Seelye Martinen dès 1974, ce phénomène repose sur le fait que la mer ne gèle pas de la même manière que l'eau douce. Quand elle atteint environ −2 °C, l'eau de mer se fige et expulse les impuretés, notamment le sel ; des poches d’eau extrêmement salée se forment alors à l'intérieur de la banquise. La banquise est donc parsemée de cavités remplies de saumure, maintenues liquides à cause de leur forte concentration en sel. Si la teneur en sel les empêche de geler, leur densité importante les entraîne vers le plancher océanique. Ainsi, quand des fractures apparaissent dans la banquise, la poche se vide. Au contact de l'eau liquide, la saumure, bien plus froide (elle peut atteindre −20 °C), gèle la mer autour d'elle : un tube se forme. Au cœur de ce tube, la saumure continue de s’écouler vers le bas. Si son flux se maintient et que les courants sont faibles, la stalactite poursuit sa croissance vers le bas.
Quand cette eau très froide et salée atteint l'eau de mer non gelée sous la glace, elle cause l'apparition de glace supplémentaire. Si les canaux de saumure sont régulièrement distribués, l'accroissement de la glace se fait de façon homogène puisque ces « fuites » sont faibles et uniformément réparties. Au contraire, si des poches de saumure viennent à se concentrer sur une faible surface, le flux descendant d'eau froide devient si important qu'il ne peut pas geler immédiatement et commence donc à interagir avec l'eau de mer…
On obtient une « cheminée » de glace qui canalise ce mini-courant d'eau très froide et très salée vers le fond. Une brinicle est limitée en taille par la profondeur de l'eau, la croissance de la banquise qui l'alimente et l'eau dans laquelle elle se forme. En règle générale, elle se brise sous son propre poids. Mais quand la brinicle atteint le fond, elle amène ce courant froid sur le plancher océanique. En s'épanchant, cette saumure froide crée une couche de glace qui élimine toutes les créatures trop lentes pour s'éloigner rapidement.